# Берсальєри
Берсальєри (італ. Bersaglieri, від berságlio — «мішень») — стрільці в італійській армії, особливий рід військ, елітні високомобільні піхотні частини. Вперше введені у 1836 у сардинську армію (П'ємонт) генералом Ла Марморою.

## Форма
Одна з особливостей форми берсальєрів — характерний капелюх (так звана «вайра») з боковим султаном із пір'я глухаря або фазана як елемент парадної форми. Таке пір'я входить і в сучасну польову форму, кріпиться збоку на каску. Оригінальний хвіст із пір'їн на капелюсі раніше призначався для захисту шиї солдата від шабельного удару. Капелюхи-вайри прикрашені золотими кокардами, ексклюзивними для італійської армії, як знак визнання елітності даних військ.
Другий характерний формений убір берсальєрів — бордовий ковпак-феска з синьою китицею на шнурку: у 1855 під час Кримської війни марокканські зуави з французького експедиційного корпусу подарували Сардинським берсальєрам свої головні убори в знак визнання їх хоробрості, проявленої в битві на річці Чорній біля Севастополя 4 серпня 1855. Офіцери носять також берети з маленькими пір'яними вінчиками і зі срібними кокардами із сучасною стилізованою емблемою берсальєрів.

## Традиції
На парадах берсальєри не крокують, а біжать у ногу під швидкий марш, високо піднімаючи стопу після поштовху. Духові оркестри берсальєрських полків, які виконують маршову музику на такому бігу, є національною італійською гордістю.
15 березня 1898 — день створення перших регулярних велосипедних частин в італійській армії. Армійські велосипедисти першими з'явилися в рядах берсальєрів завдяки зусиллям молодого офіцера, лейтенанта Луїджі Камілло Наталі (Luigi Camillo Natali).
У 1911 у частинах берсальєрів лейтенантом Наталі та майбутнім велосипедним фабрикантом Едоардо Б'янкі винайдено перший складаний (армійський) велосипед.

## Підрозділи
| 1-й полк 3-й полк 6-й полк 7-й полк 8-й полк 11-й полк |
| 1-й полк, бригада «Гарібальді» Козенца                 |
| 3-й полк, бригада «Сассарі» Теулада                    |
| 6-й полк, бригада «Аоста» Трапані                      |
| 7-й полк, бригада «Пінероло» Альтамура                 |
| 8-й полк, бригада «Гарібальді» Казерта                 |
| 11-й полк, бригада «Арієте» Верхнє Орченіко            |

## У культурі
У 1968 у СРСР була дубльована та випущена на широкий екран італійська музична комедія «Жінки та берсальєри» (Donne… botte e…Bersaglieri).

### Пам'ятник берсальєрам
Пам'ятник берсальєрам був встановлений у 1932 за вказівкою Беніто Муссоліні, який активно сприяв посиленню у широких верствах населення патріотичних настроїв. Пам'ятник встановлено поблизу римських воріт Порта Піа, через пролом біля яких 20 вересня 1870 берсальєри з боєм увійшли у місто. Це був останній бій, що переможно закінчив рух за об'єднання Італії — Рісорджименто.
Пам'ятник берсальєрам є також у Падуї, у сквері навпроти замку Вісконті.

## Галерея

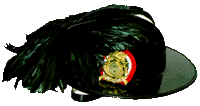
Капелюх з пір'ям берсальєрів
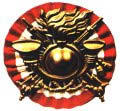
Кокарда
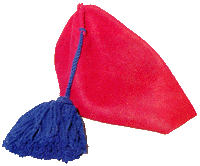
Феска берсальєрів (VFP1 і VFP4)
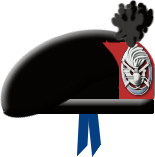
Новий чорний берет з червня 2011 року
Правий погон
Лівий погон
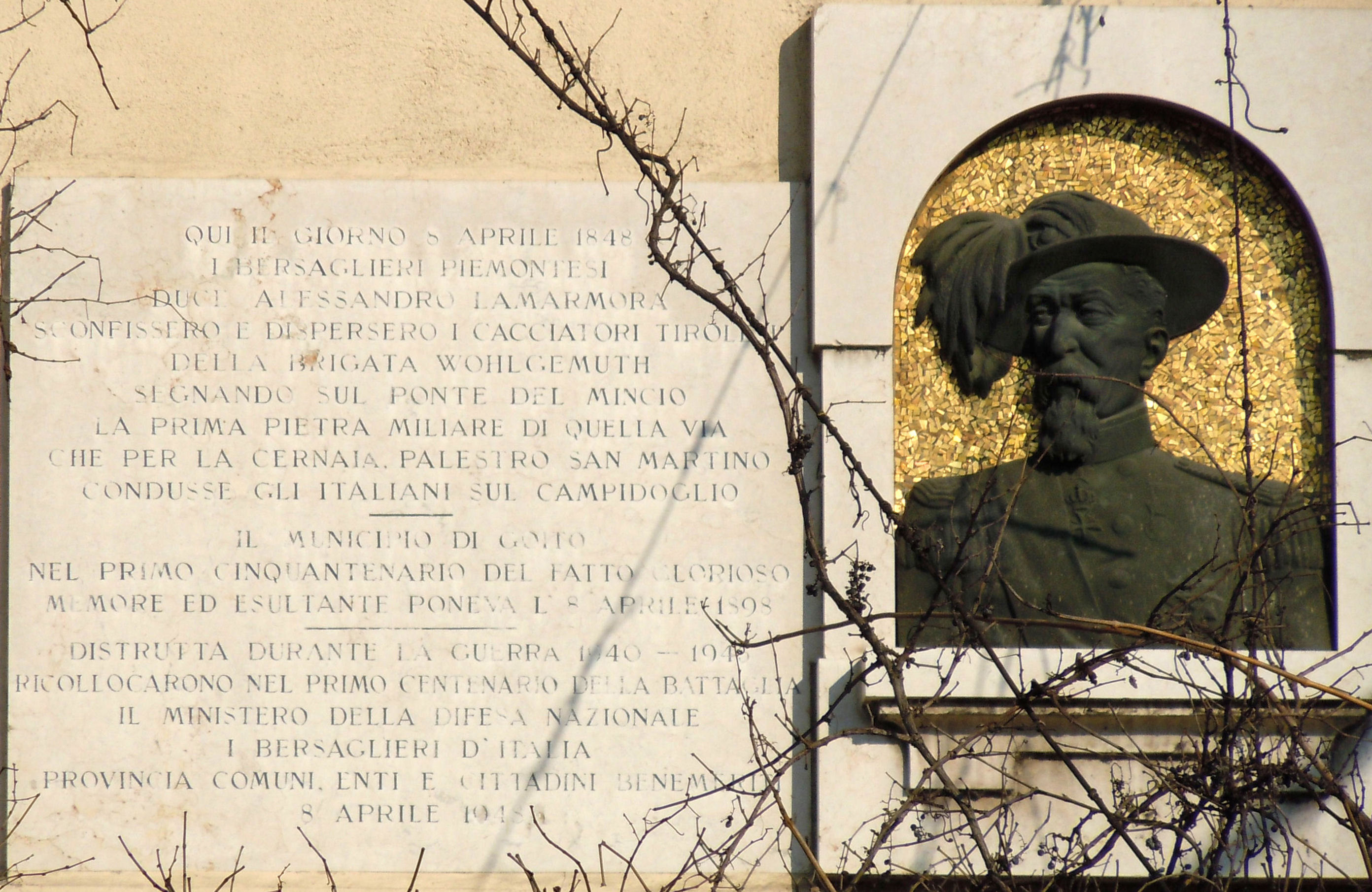
Меморіальна дошка у Гоіто в пам'ять про битву 8 квітня 1848
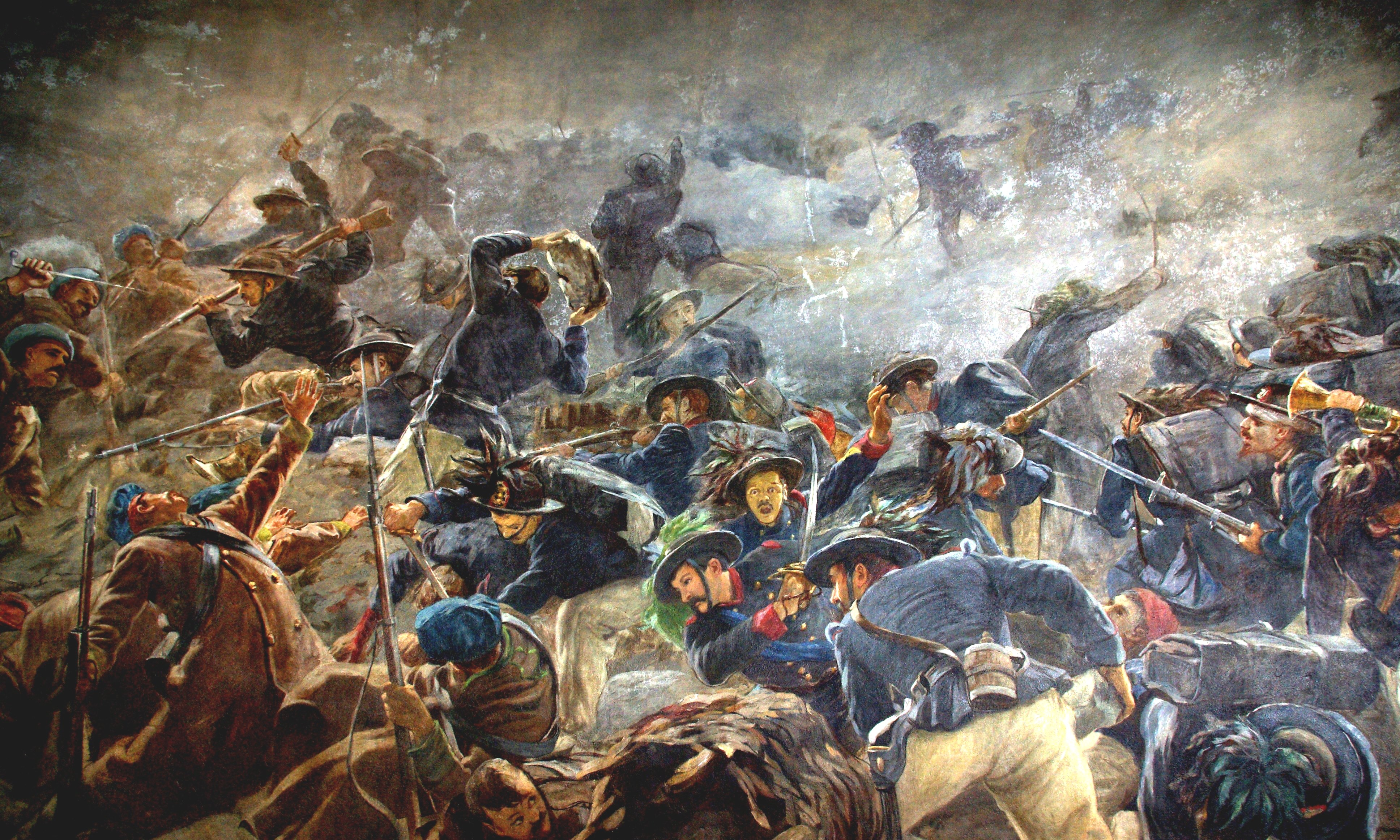
16 серпня 1855. Берсальєри у битві при Чорній річці
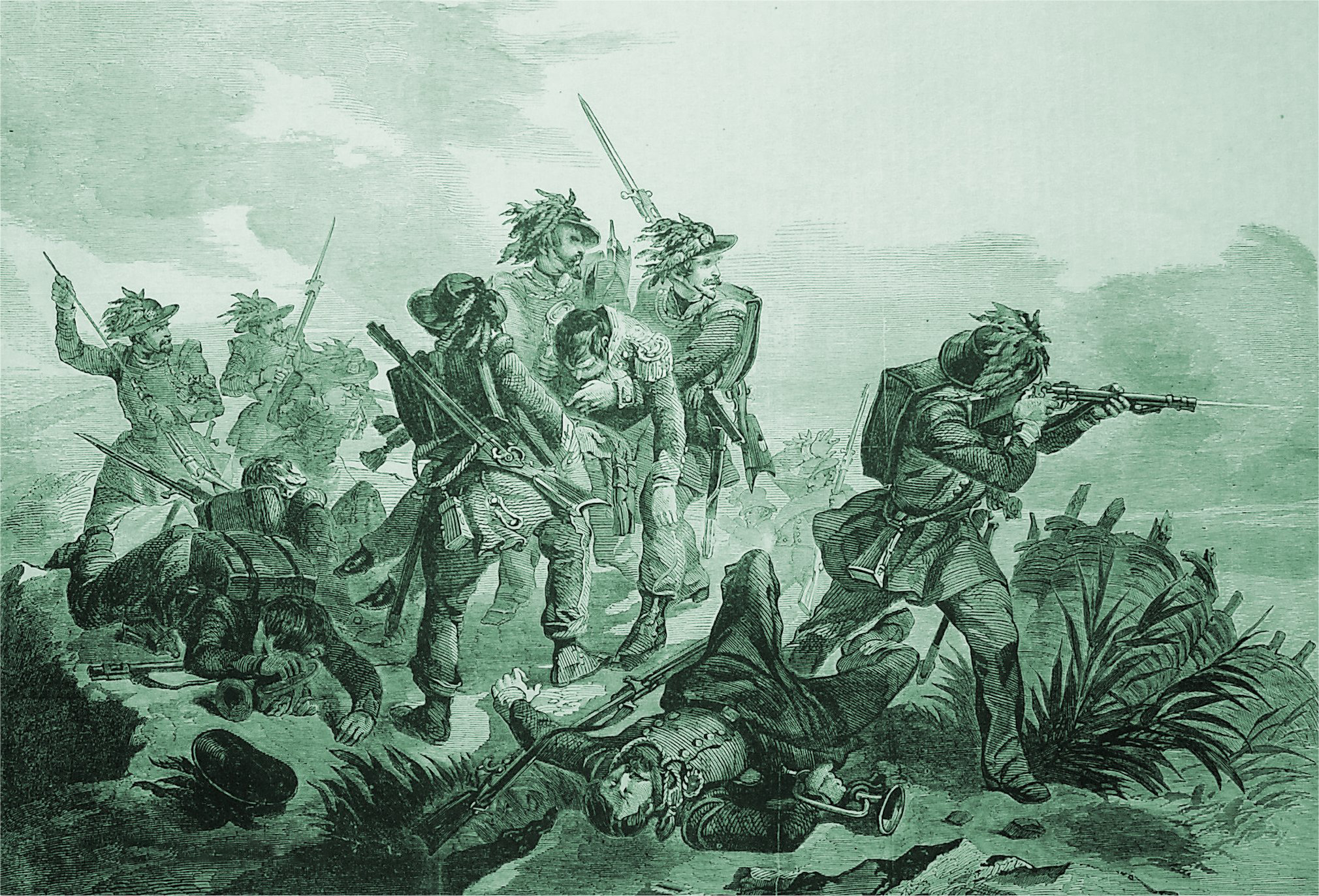
4 червня 1859. Берсальєри у битві під Маджентою
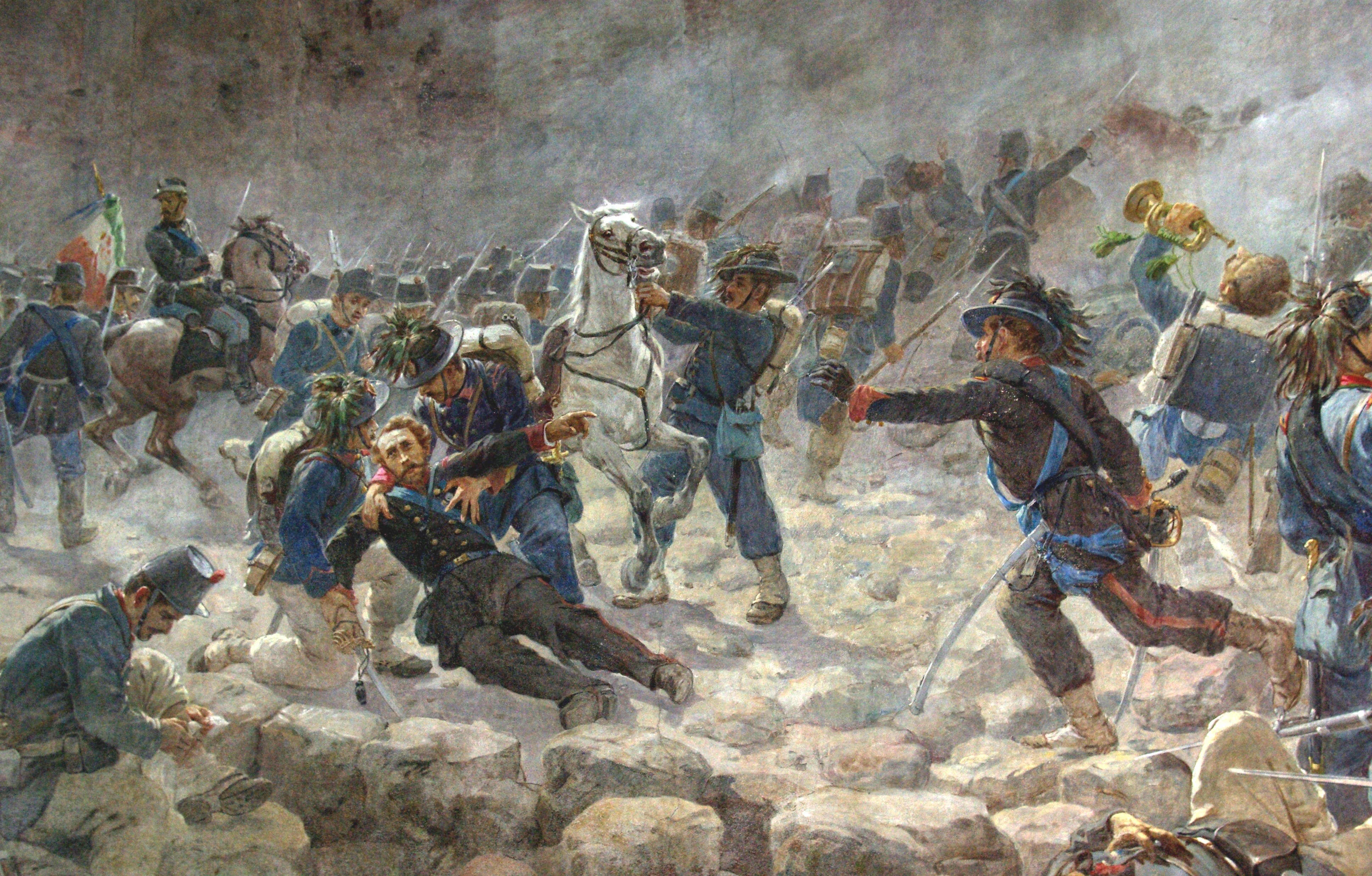
20 вересня 1870. Майор Джакомо Пальярі, командир 34-ї бригади берсальєрів застрелений під час взяття Порта Піа
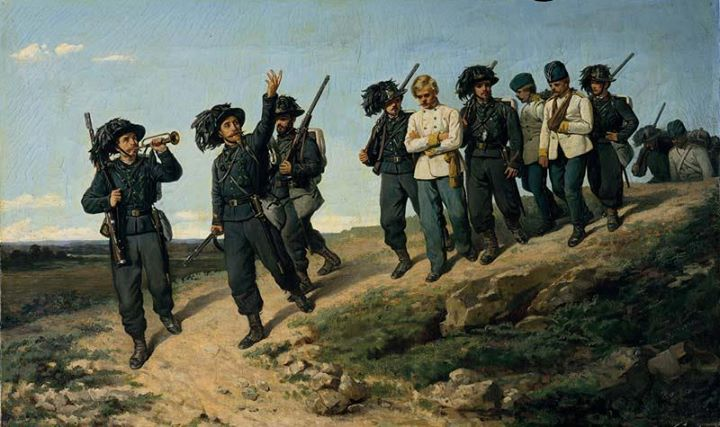
Повернення берсальєрів з розвідки (Сільвестро Лега, 1861)
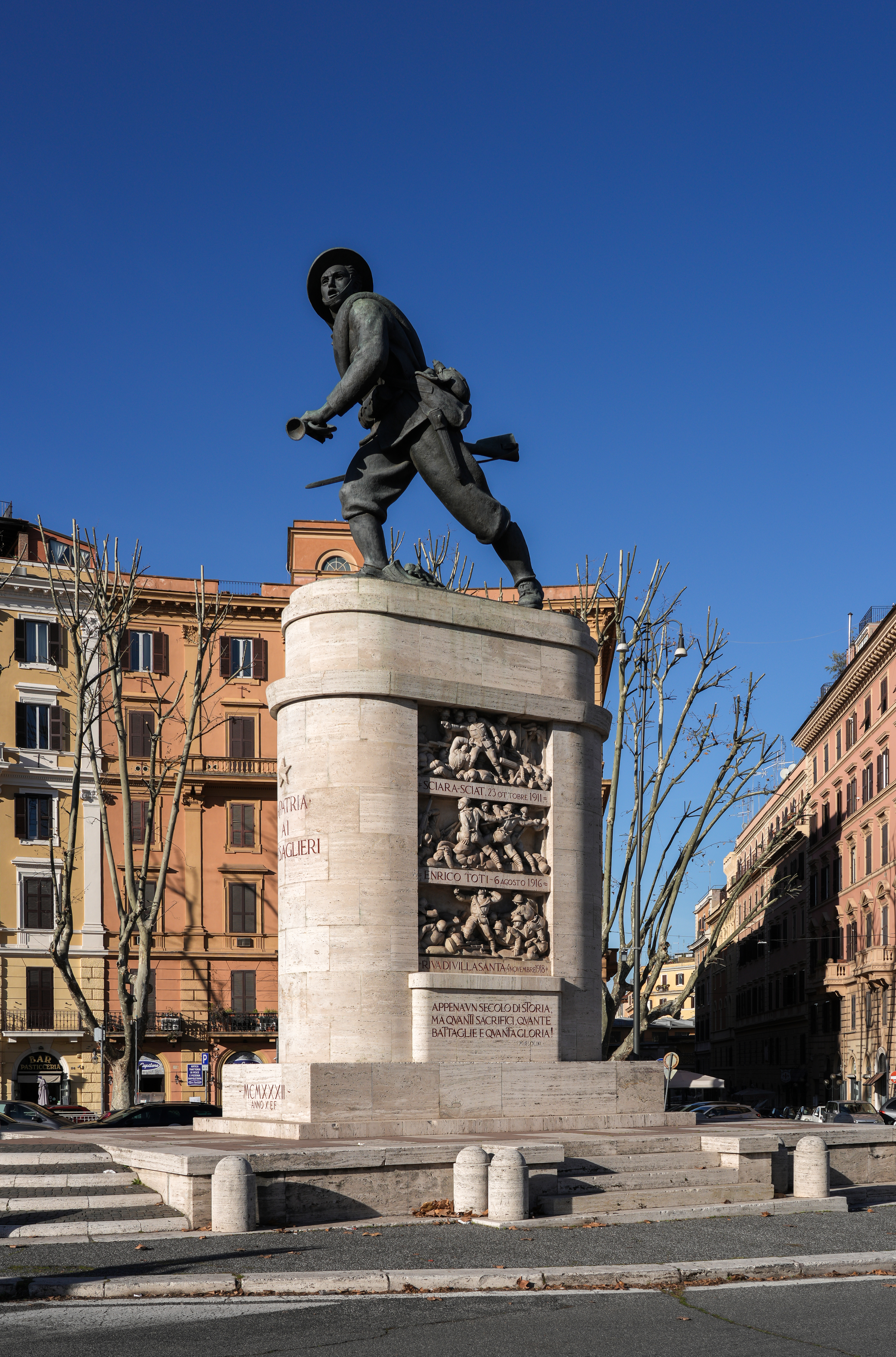
Пам'ятник берсальєрам, Рим, площа Порта Піа, 1936
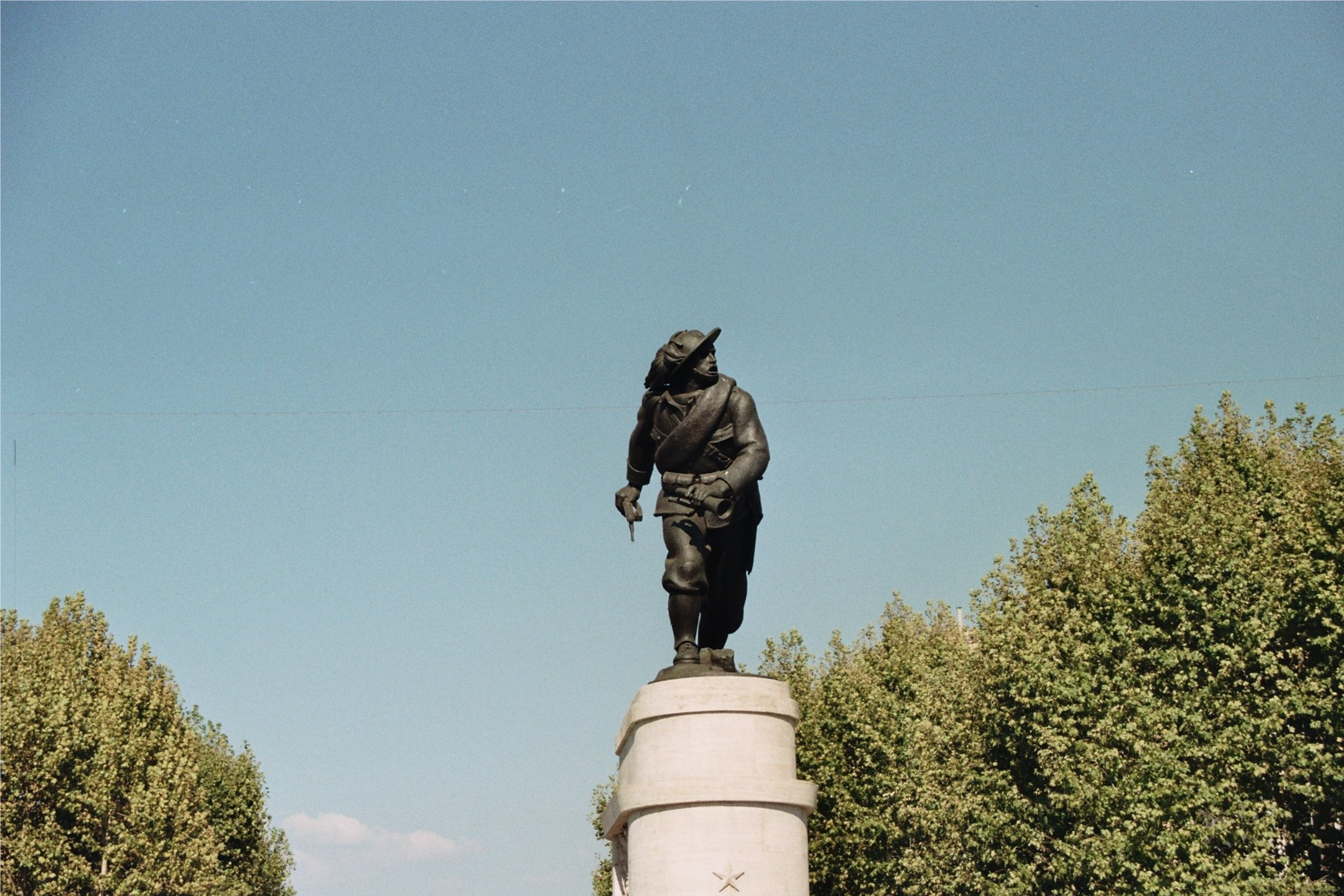
Частина пам'ятника берсальєрам, Рим
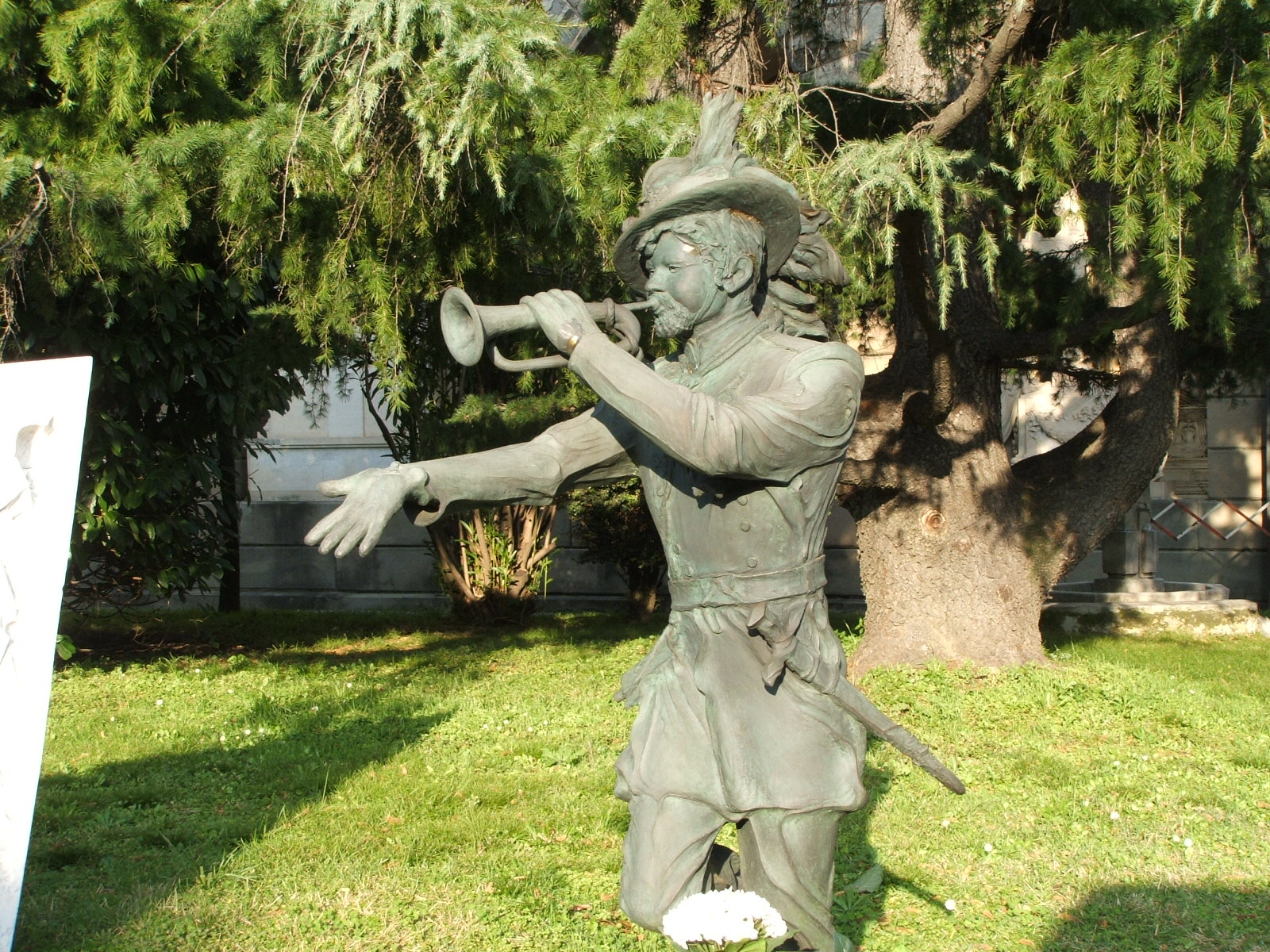
Пам'ятник берсальєрам на цвинтарі Стальєно, Генуя
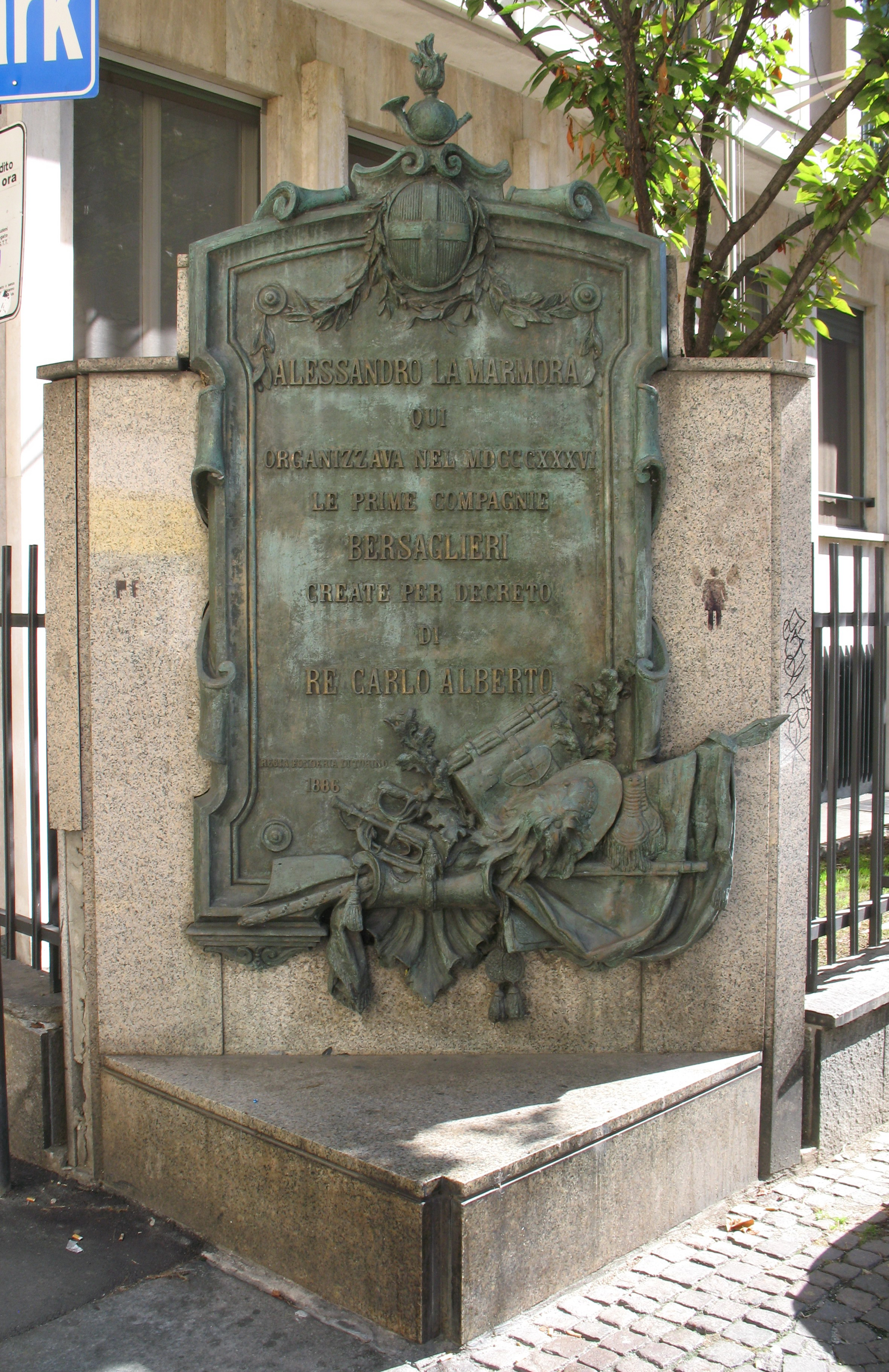
Пам'ятник Аллесандро Ламармора, Турин
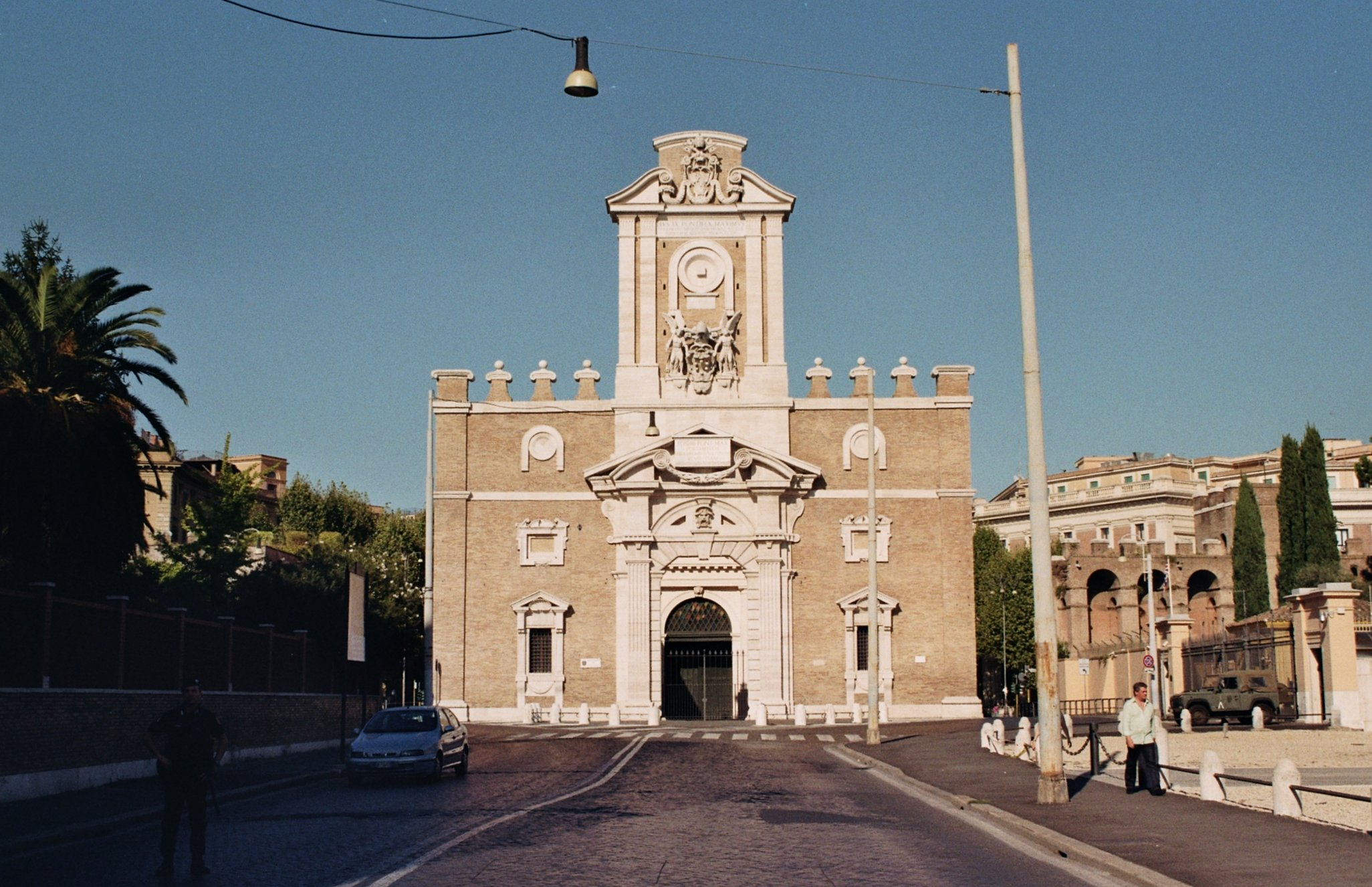
Історичний музей берсальєрів, Рим
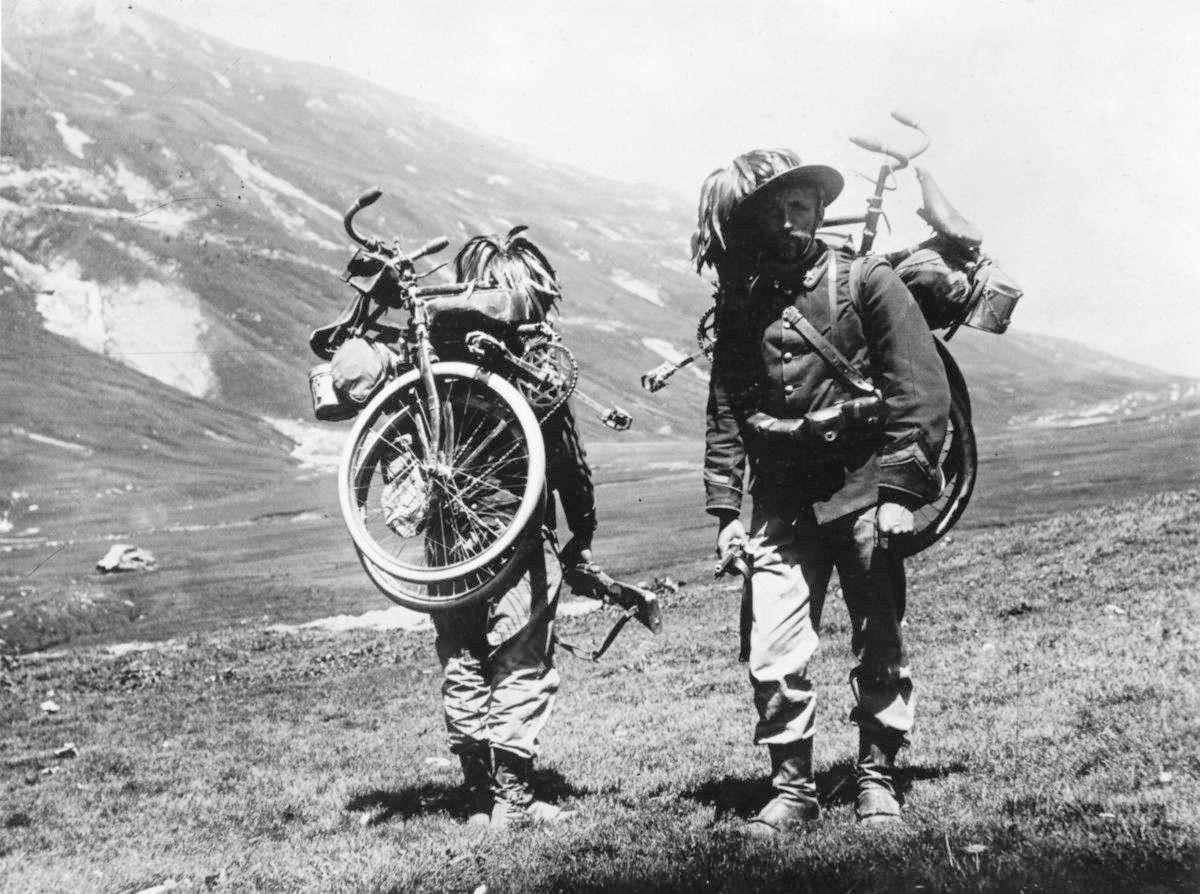
Берсальєри-велосипедисти у Першій світовій війні
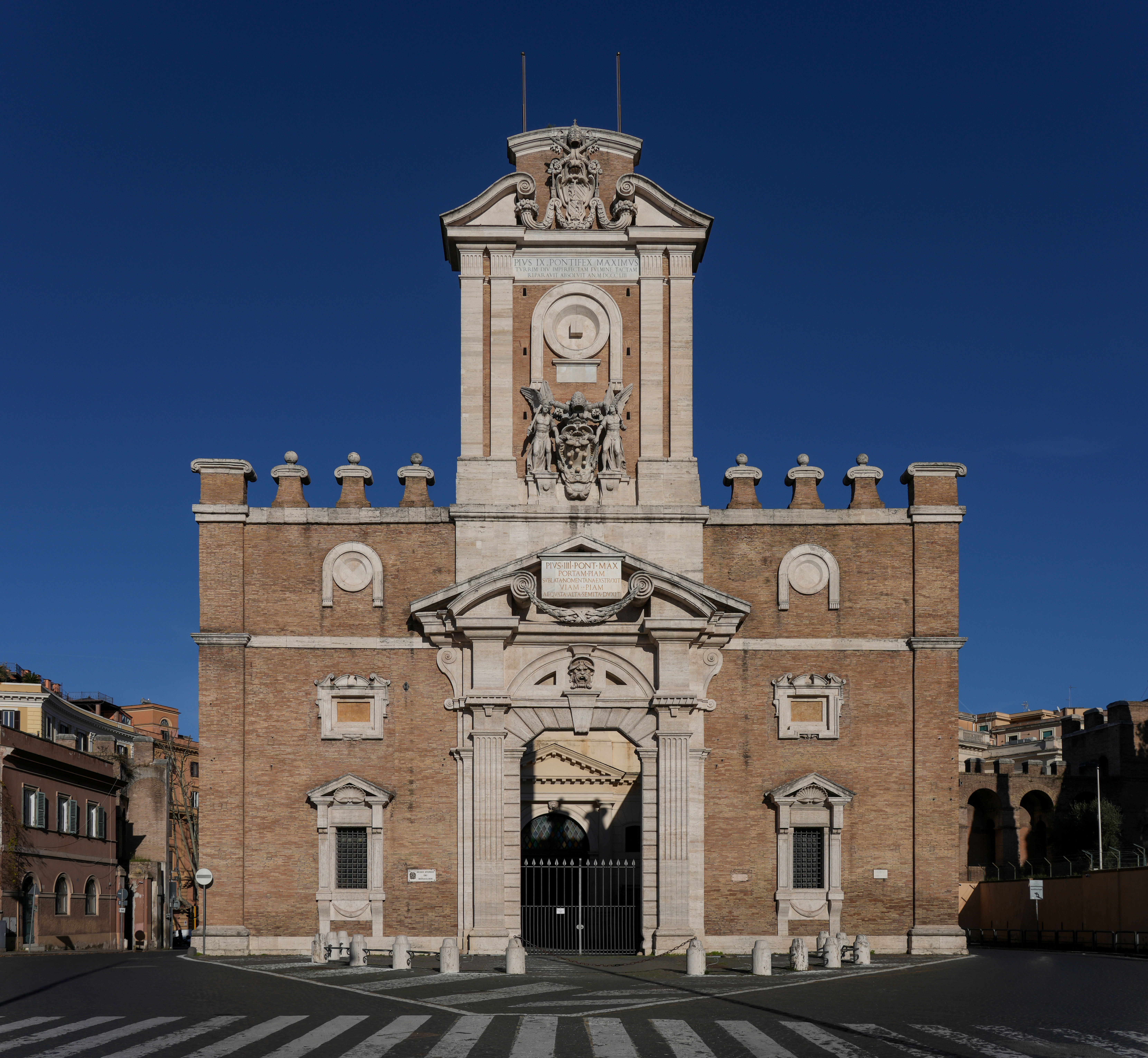
Оркестр у Ніцці, 2023
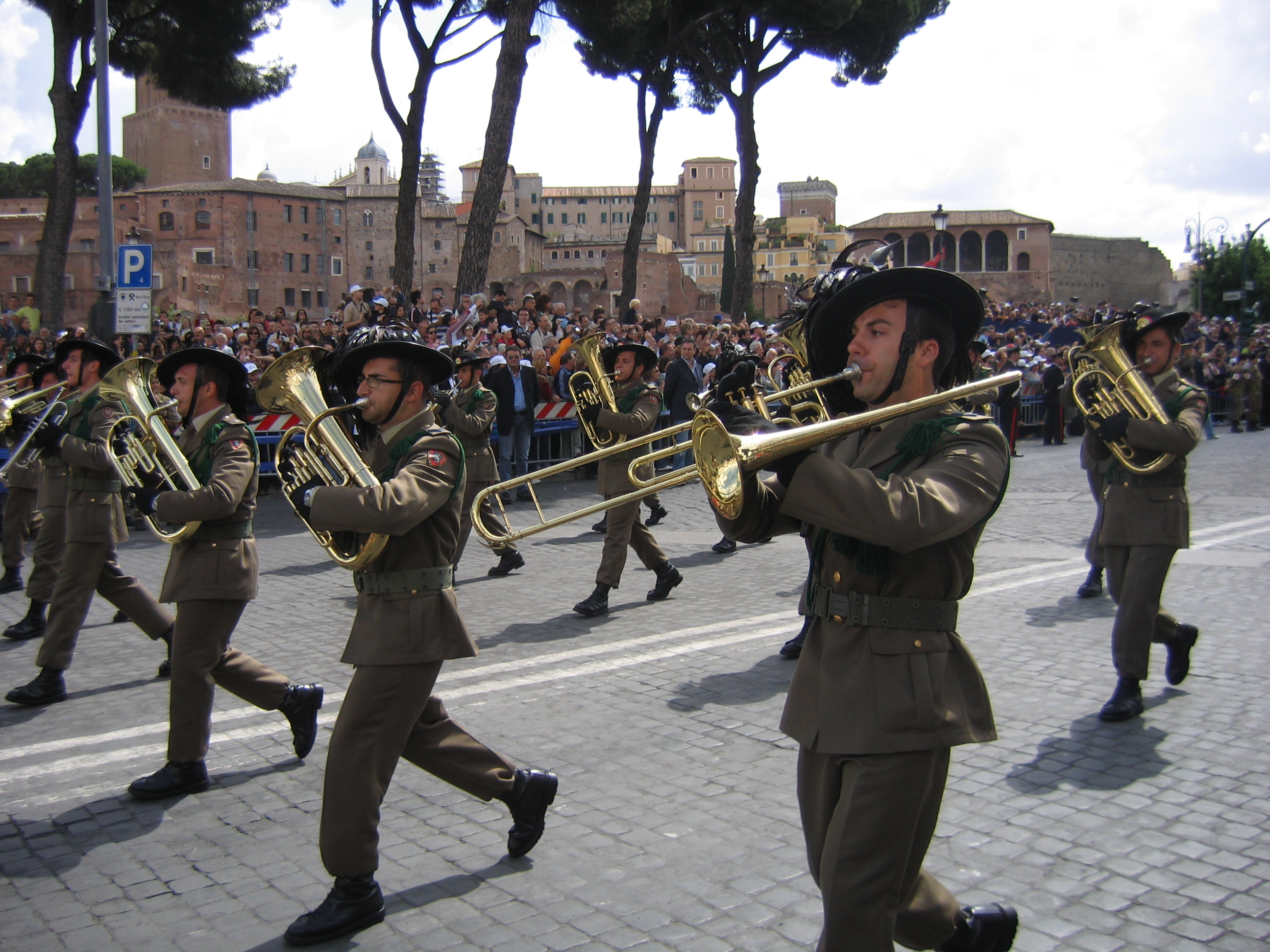
Оркестр берсальєрів на параді з нагоди Дня Республіки, 2007
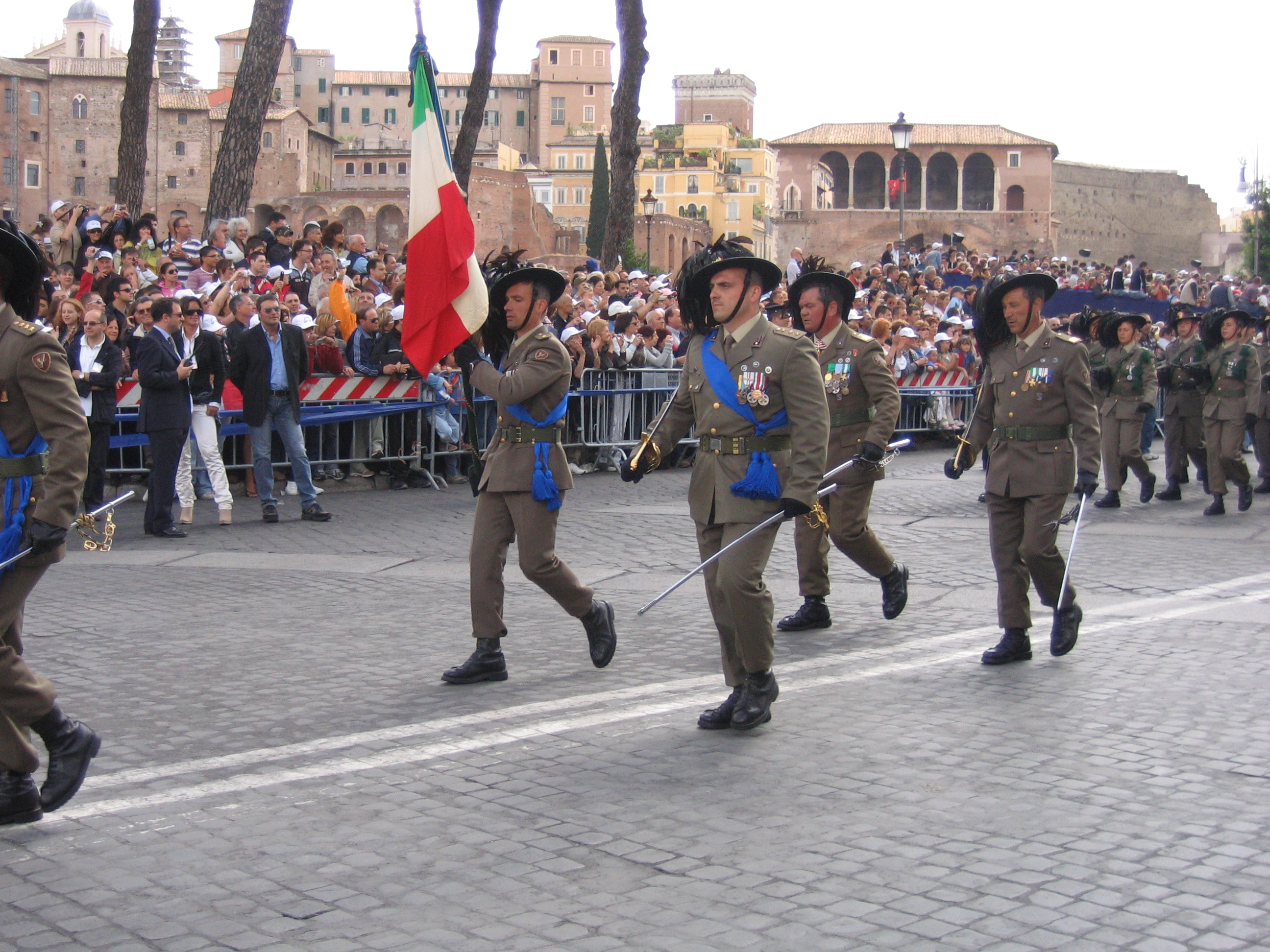
Берсальєри 8-го полку з прапором на параді Дня Республіки
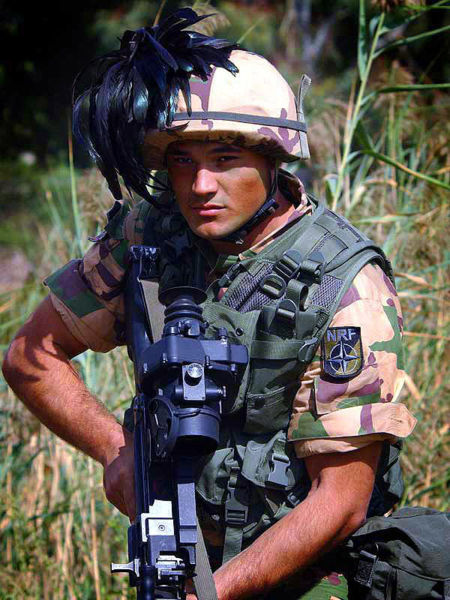
Берсальєр у іноземній місії під егідою НАТО